# Long Live Rock 'n' Roll (албум групе Краљевски апартман)
Long Live Rock 'n' Roll је први албум српске хеви метал групе Краљевски апартман који је изашао 1997. године. Уз подршку чланова Рибље чорбе, Зоран Здравковић, бивши гитариста групе Апартман 69, одлучује да оснује нову групу и почиње да пише материјал за први албум. Песма која отвара албум је велики хит групе Реинбоу "Long Live Rock 'n' Roll". Видео-спот је снимљен за песму "Мистерија". Четири песме са овог албум су уврштене као бонус нумере на следећем албуму -Изгубљен у времену.